# 27991 Koheijimiura
27991 Koheijimiura è un asteroide della fascia principale. Scoperto nel 1997, presenta un'orbita caratterizzata da un semiasse maggiore pari a 2,9314426 UA e da un'eccentricità di 0,1179482, inclinata di 0,82293° rispetto all'eclittica.